# Hola (canción de Joey Montana)
«Hola» es una canción del cantante panameño Joey Montana. Es la cuarta canción del álbum Picky Back To The Roots lanzado en septiembre de 2016 por Capitol Latin.
La canción fue lanzada en septiembre de 2016, fue escrita por el mismo Joey Montana y Decemer Bueno.
El video fue grabado en Ciudad de México y cuenta con la participación de varios fanes de Joey Montana bailando al ritmo de la canción.